# Claude Guénin de Saint-Marc
Claude Guénin, dit de Saint-Marc, né en 1730 à Tarbes, mort le 13 avril 1807 à Paris est un polémiste janséniste principalement connu pour avoir été le rédacteur des Nouvelles ecclésiastiques des années 1760 à 1793.

## Biographie
On sait peu de choses sur Claude Guénin de Saint-Marc. Né le 24 avril 1730 à Tarbes, il a rapidement quitté sa région d'origine pour suivre ses études ecclésiastiques dans le diocèse d'Auxerre, alors administré par Monseigneur de Caylus, évêque notoirement pro-janséniste. À la mort de celui-ci, il se rend en Hollande où il trouve refuge à Utrecht auprès des membres de l'Église vieille-catholique et des jansénistes français exilés. On ne sait pas avec certitude s'il a été ordonné prêtre ou non, quoiqu'il porte dans ses écrits le nom d'abbé de Saint-Marc. Dans son acte de décès, il n'est qualifié que de diacre. 
Il revient en France au début des années 1760. Là, il est chargé de la rédaction des Nouvelles ecclésiastiques, en étant un des principaux rédacteurs. C'est alors qu'il prend le nom d'abbé de Saint-Marc pour signer ses billets, sans doute pour être plus discret, le journal étant régulièrement saisi par la police. Il y attaque les Jésuites, la police et tous les opposants au jansénisme avec une grande virulence. 
Lors de la Révolution française, il prend nettement parti pour les nouveautés politiques, soutenant notamment la constitution civile du clergé. Cela entraîne la naissance de Contres Nouvelles-ecclésiastiques rédigées par Henri Jabineau (entre autres). 
Il cesse de rédiger les Nouvelles ecclésiastiques à une date inconnue, probablement en 1794. Son successeur comme rédacteur des Nouvelles ecclésiastiques, l'abbé Mouton, conserve le nom de plume d’abbé de Saint-Marc jusqu'à la disparition des Nouvelles ecclésiastiques en 1803, mais il rédige depuis la Hollande. Guénin de Saint-Marc collabore discrètement aux Annales de la religion aux côtés de l'abbé Grégoire à la fin de la Révolution.
Claude Guénin de Saint-Marc décède à Paris le 13 avril 1807. 

## Sources
- Louis-Gabriel Michaud, Biographie universelle, ancienne et moderne, tome XIX, pages 15 à 17. Les précisions de dates de cette source sont confirmées par les sources primaires notariales consacrées à Guénin de Saint-Marc, notamment son acte de décès déposé chez notaire : MC, I, 710, 28 juin 1808.